# Перша леді Казахстану
Перша леді Республіки Казахстан, або Перша леді Казахстану (каз. Қазақстанның бірінші ханымы, трансліт. Qаzаqstаnnyñ bırınşı hаnymy) — де-факто неофіційний титул, який зазвичай приписують дружині президента Казахстану, але оскільки чинний президент Касим-Жомарт Токаєв розлучений, посада вакантна. Першою і єдиною особою, яка мала цей титул, була Сара Назарбаєва, дружина Нурсултана Назарбаєва.

## Поточна
Посада першої леді зараз вакантна у зв'язку з розлученням нинішнього президента Касим-Жомарта Токаєва та Надії Токаєвої у 2020 році.

## Історія та роль першої леді
Немає офіційної ролі чи посади першої леді Казахстану, оскільки вона не є виборною посадою, але зазвичай бере участь у гуманітарній та благодійній діяльності.
До 2019 року з часу здобуття країною незалежності в 1991 році була лише одна перша леді — Сара Назарбаєва, дружина президента Нурсултана Назарбаєва.

## Список перших леді
1. Сара Назарбаєва (16 грудня 1991 — 20 березня 2019)
2. Надія Токаєва (20 березня 2019 — 7 жовтня 2020)